# اتفاقية التجارة الحرة بين كندا وكوريا
اتفاقية التجارة الحرة بين كندا وكوريا هي اتفاقية تجارة حرة بين كندا وكوريا الجنوبية. تم إبرام الاتفاقية في البيت الأزرق في سيول في 11 مارس 2014 من قبل ستيفن هاربر رئيس وزراء كندا، وبارك كون هاي رئيس كوريا الجنوبية. الاتفاقية أول اتفاقية تجارة حرة بين كندا ودولة من دول آسيا والمحيط الهادئ. دخلت الاتفاقية حيز التنفيذ في 1 يناير 2015.
عند التنفيذ الكامل ستلغي كندا 97.8٪ من خطوط التعريفة الجمركية للسلع المستوردة من كوريا الجنوبية، وستزيل كوريا الجنوبية 98.2٪ من خطوط التعريفة الجمركية للسلع المستوردة من كندا.

## خلفية
بدأ البلدان مناقشة تأسيس اتفاقية التجارة الحرة في عام 2005، وعقدا 14 جولة من جلسات التفاوض قبل الانتهاء من الاتفاقية. انخفضت تجارة كندا مع كوريا الجنوبية بنحو الثلث بعد إبرام اتفاقية التجارة الحرة بين الاتحاد الأوروبي وكوريا الجنوبية واتفاقية التجارة الحرة بين الولايات المتحدة الأمريكية وجمهورية كوريا.
كانت الصادرات الأولية من كندا إلى كوريا الجنوبية في عام 2012 هي الموارد غير المتجددة مثل الوقود المعدني والزيوت (31٪) والخامات والخبث والرماد (8.4٪) والموارد المتجددة مثل لب الخشب والمنتجات الورقية (9٪). بلغ إجمالي قيمتها 3.7 مليار دولار، بانخفاض عن 5 مليارات دولار في عام 2011.
كانت الصادرات الأساسية من كوريا الجنوبية إلى كندا في عام 2012 هي منتجات النقل مثل السيارات والمقطورات والدراجات (40٪) والآلات والأجهزة (17٪) والآلات والمعدات الكهربائية (15٪). بلغ إجمالي قيمتها 6.3 مليار دولار، بانخفاض عن 6.6 مليار دولار في عام 2011.

## التعريفات
ستلغي كندا الرسوم الجمركية على السيارات الكورية الجنوبية المستوردة في غضون عامين من التصديق على الاتفاقية التجارية. كما ستلغي كوريا الجنوبية التعريفة الجمركية بنسبة 40٪ على لحوم الأبقار الكندية المستوردة في غضون 15 عامًا من التصديق على اتفاقية التجارة.

## رد الفعل
انتقد ممثلو صناعة السيارات الكندية الصفقة، قائلين إنها «تلغي بسرعة التعريفات الجمركية على الواردات الكورية ولا تشمل تدابير انتقامية»، مثل الأحكام «الإضافية» في اتفاقية التجارة الحرة بين الولايات المتحدة الأمريكية وكندا. من كوريا صرحت ديان كريج الرئيس التنفيذي ورئيس شركة فورد موتور الكندية أن «كوريا الجنوبية ستظل واحدة من أكثر أسواق السيارات المغلقة في العالم بموجب الصفقة التي تفاوضت بشأنها الحكومة الكندية» لأن كوريا الجنوبية تفرض عدم الحواجز الجمركية على السيارات المستوردة. ذكرت الحكومة أنه سيتم حل نزاعات السيارات بين البلدين في غضون 177 يومًا. كندا هي خامس أكبر سوق لتصدير السيارات من كوريا الجنوبية، حيث كان لشركات صناعة السيارات في كوريا الجنوبية حصة سوقية تبلغ 12٪ في عام 2013.
عارض المزارعون ومربي الماشية في كوريا الجنوبية الصفقة منذ أن تم اقتراحها لأول مرة. تتوقع وزارة التجارة والصناعة والطاقة التابعة للحكومة الكورية الجنوبية أن يعاني مربي الماشية الكوريين وقطاع الثروة الحيوانية بشكل عام من زيادة الواردات الكندية.